# VV Hoogkerk
VV Hoogkerk was een op 21 augustus 1931 opgerichte amateurvoetbalvereniging uit Hoogkerk, provincie Groningen, Nederland. Hoogkerk speelde alleen in de zondagafdeling van het amateurvoetbal. In juli 2015 fuseerde de vereniging met de plaatselijke zaterdagclub CSVH tot HFC'15.
Het standaardelftal speelde het laatste seizoen (2014/15) in de Vierde klasse van het KNVB-district Noord. De jeugd van de club speelde samen met die van de CSVH bij de SJO De Held (Samenwerkende Jeugd Opleiding) in competitieverband.

## Geschiedenis
Voetbalvereniging Hoogkerk ontstaat op 21 augustus 1931 wanneer drie elftallen ingeschreven worden bij de Groninger Voetbal Bond (GVB), vanaf 1940 de Afdeling Groningen van de KNVB. In het seizoen 1945/46 wordt voor het eerst 4e klasse bereikt. Vanaf het seizoen 1948/49 wordt besloten ook twee teams in de zaterdag-competitie te laten uitkomen. In 1951 splitst de vereniging zich op in een zaterdag- en zondagvereniging. De zaterdagvereniging krijgt als naam '"Christelijke Sportvereniging Hoogkerk" (CSVH). In 1998 werd door beide verenigingen een gezamenlijke jeugdafdeling opgericht, SJO De Held (Samenwerkende Jeugd Opleiding). Sinds 1999/2000 spelen alle jeugdelftallen bij De Held. De naam De Held verwijst naar polder (en tevens gelijknamige wijk) De Held, gelegen tussen stad Groningen en Hoogkerk.

## Accommodatie
De accommodatie van vv Hoogkerk was Sportpark Hoogkerk (ook als Sportpark De Verbetering bekend) dat in juni 2004 in gebruik was genomen. Het sportpark werd gedeeld met CSVH.

## Logo
Het logo was een wapenschild dat door een zwarte streep van linksboven naar rechtsonder in twee vlakken werd verdeeld. Het linkerdeel had de kleur groen, her rechterdeel de kleur wit. In het midden van het schild stond een H.

## Resultaten amateurvoetbal 1947–2015
| 4 4A |

| 6 4A |

| 3 4C |

| 6 4D |

| 8 4D |

| 1 4D |

| 12 3D |

| 2 4E |

| 3 4G |

| 5 4F |

| 8 4D |

| 7 4D |

| 10 4G |

|  |

|  |

|  |

|  |

|  |

|  |

|  |

| 6 1A |

| 3 1A |

| 3 1A |

| 6 1A |

| 3 1A |

| 1 1A |

| 9 4E |

| 10 4E |

| 9 4E |

| 11 4E |

| 8 1A |

|  |

|  |

| 5 1A |

| 6 1A |

| 4 1A |

| 1 1A |

| 1 4C |

| 7 3B |

| 7 3B |

| 11 3B |

| 4 4C |

| 4 3B |

| 9 3B |

| 10 3B |

| 6 4C |

| 5 4E |

| 12 4E |

| 5 1A |

| ? 1A |

| 9 5D |

| 3 5D |

| 11 5D |

| 2 6C |

| 10 5C |

| 9 5C |

| 9 5D |

| 2 5D |

| 1 5D |

| 7 4D |

| 2 4D |

| 12 3C |

| 5 4B |

| 10 4B |

| 10 4C |

| 2 4B |

| 5 4C |

| 6 4C |

| 3 4C |

| Derde klasse | Vierde klasse | Vijfde klasse | Eerste klasse GVB | Zesde klasse |

Amicitia VMC · Be Quick 1887 · Blauw Geel '15 · DIO Groningen · DIVA '83 · VV Engelbert · GSAVV Forward · VV GEO · VV Glimmen · VV Gorecht · GRC Groningen · Groen-Geel · VV Groningen · VV Groninger Boys · VV Gruno · GVAV-Rapiditas · VV Haren · VV Helpman · HFC'15 · Italian Boys · Kids United · GSVV The Knickerbockers · FC Lewenborg · Lycurgus · VV Mamio · VV Omlandia · Oosterparkers · Oranje Nassau · PKC '83 · VV Potetos · SC Stadspark · Sv TEO · Velocitas 1897 · VVK · SV Woltersum